# Salines de Montjoly
Les Salines de Montjoly sont des marais salants littoraux situés sur la commune de Rémire-Montjoly en Guyane. Les Salines de Montjoly sont des sites naturels de Cayenne appartenant au Conservatoire du littoral. Le nom semble provenir des dépôts naturels de sel qui se forment après évaporation de l'eau de mer sur le site.
Elles sont composées de :
- La plage, dont la largeur est soumise à l'érosion et aux phénomènes cycliques de dépôts de vase déversés par l'Amazone.
- Le cordon dunaire, bordant la plage.
- la zone humide, une vaste zone remplie de matériaux vaseux (marais).

Bien qu'il s'agisse d'un milieu naturel, les Salines de Montjoly sont enserrées dans un quartier pavillonnaire à 10 km de Cayenne. Le site bénéficie d'un sentier d'1,5 km qui serpente entre bord de mer et mangrove.